# 미스라타주

미스라타주

미스라타주(아랍어: مصراته)는 리비아 북서부에 위치한 주로, 주도는 미스라타이며 면적은 2,770km2, 인구는 550,938명(2008년 기준)이다. 북쪽으로는 지중해와 인접해 있다.